# 安納灣
安納灣（英語：Anna Cove），是南極洲的海灣，位於葛拉漢地西岸，處於安納岬以東的阿爾茨托夫斯基半島北端，由比利時探險隊繪入地圖，現時由南極條約體系管理。